# Carlbau
Carlbau ist heute eine Straße in der Einheitsgemeinde Stadt Tangermünde im Landkreis Stendal in Sachsen-Anhalt.

## Geografie

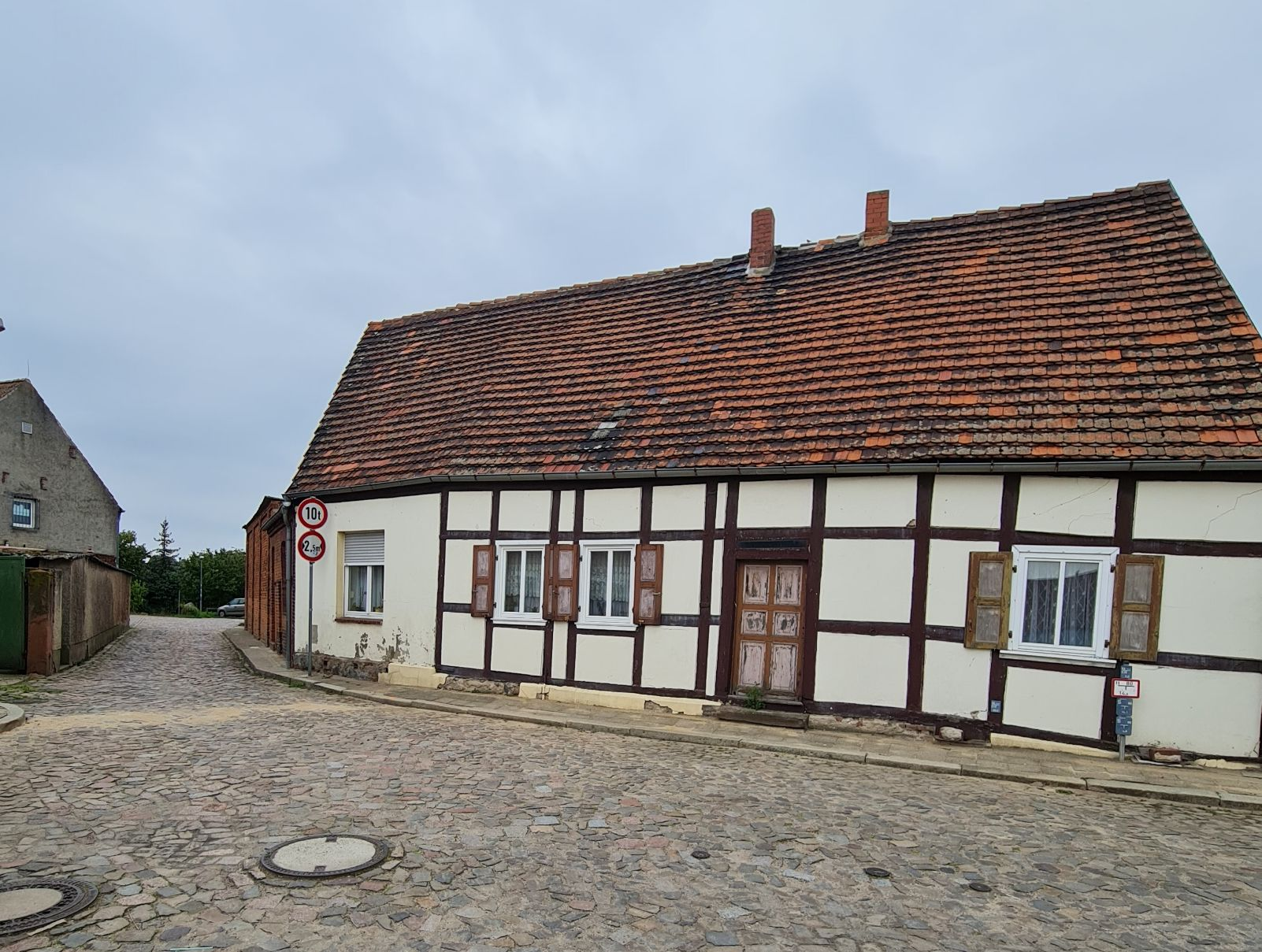
Ältestes Haus in Carlbau (2023)

Carlbau, hervorgegangen aus einem kurzen Straßendorf, liegt im Norden von Tangermünde direkt am Ufer der Elbe. Direkt südlich des Dorfes verlief von 1933 bis 2003 die Hauptverkehrsader der Stadt über Elbbrücke nach Osten.

## Geschichte

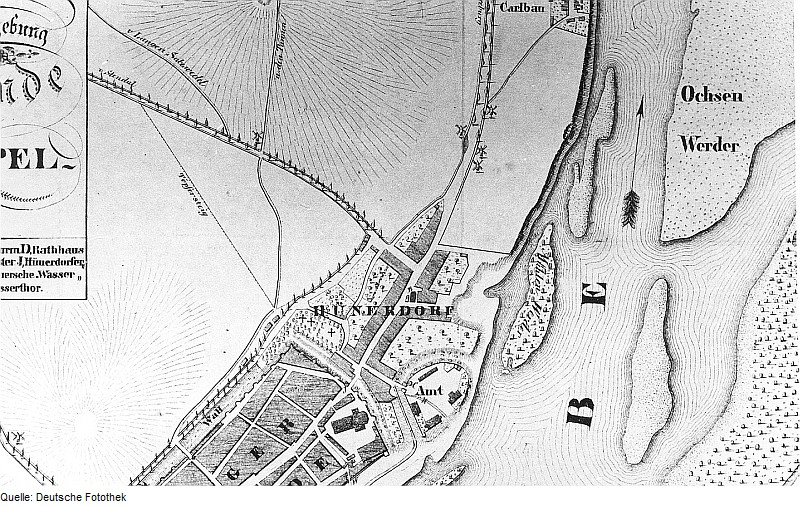
Carlbau auf einer Karte von 1819

Die erste Erwähnung stammt aus dem Jahre 1360 als Calbu, als Markgraf Ludwig der Römer seinen hier wohnenden Wenden einen Werder in der Elbe verlieh und sie von Abgaben wie der allgemeinen Bede und der Viehbede befreite. Im Landbuch der Mark Brandenburg von 1375 wird das Dorf als Colbu prope Tangermunde aufgeführt. Es wohnten hier Slawen, die sich vom Fischfang ernährten und dem Landesherrn Dienste leisteten. Ebenfalls 1375 wurde über einen Streit über zwei Elbwerder berichtet zwischen Tangermünde und den gebuwre von dene wenddorf zw calbu, also dem Wendendorf Calbu. Die Tangermünder sollten den untersten Werder, die Carlbauer den obersten Küwerder behalten. Sie sollten ebenfalls Weide und Acker, die früher zum deutszendorffe zu calbuw (Deutsch Kalbau) gehörten mit nutzen dürfen. Nach 1403 wurden die Bewohner von den Amtleuten auf der Burg Tangermünde vertrieben. Erst 1426 wurden sie auf markgräflichen Befehl unter Bestätigung ihrer alten Privilegien wieder in ihr Dorf eingewiesen. 1479 durften die Einwohner einen Hof und eine Ziegelscheune erbauen. 1536 hieß es: Calbuw, bey Tangermundt gelegen.
1579 mutmaßte der Chronist Christoph Entzelt, dass es Kaiser Karl IV. gewesen sei, der Kalpw, soll heißen Caroli gebew gebaut habe. Hermann Bohm erläuterte das im Jahre 1911 mit Kalbu (heute Karlbau), Fischerdorf. In einer Urkunde von 1589 steht: Carlebaw hart vor Tangermünde gelegen. Die Darstellung von Entzelt übernahm im 17. Jahrhundert Caspar Helmreich in seine „Tangermünder Annalen“ aus Calbau wurde Carlbau. 1753 schreibt Beckmann ausführlich über das Dorf Kalbue oder Kolbuw, auch Kalebüe, woraus Kalbau, Karlbau, Karlsbau gemacht wurde. Er berichtete von der Haltung von Kühen auf den Elbewerdern und vom guten Käse aus dem Dorf. Fischerei war den Carlbauern nur zwischen den beiden Werdern erlaubt. 1775 gehörte zum Dorf die Carlbausche Kuhstelle. Weitere Nennungen waren 1790 Carlbau, 1804 Carlbau, ehedem Calbu. 1871 gehörten die Wohnplätze An der Arneburgerstraße und Ziegelei zur Gemeinde. 1873 heißt sie Carlbau und Karlbau.
Im Jahre 1899 berichtete der Tangermünder Wilhelm Zahn über das „Protokollbuch der Dingtage in der Gemeinde Karlbau“ im Altmärkischen Museum in Stendal. Die wendische Kolonie hatte alljährlich einen besonderen Gerichtstag. Die Protokolle desselben sind für die Jahre 1633 bis 1800 vollständig erhalten. Sie geben einen Einblick in die ländlichen Verhältnisse. In den Jahren 1683 und 1684 sind, so zitiert Zahn aus der Handschrift, „wegen der leidigen Pest 1682 keine Dingtage gehalten worden. Es starben 54 Einwohner und nur noch 33 blieben am Leben“.
Im Jahre 1872 gab es im Dorf eine Kartoffelstärkefabrik. Am 1. Oktober 1906 wurde die Hausvätersozietät der Schulgemeinde Carlbau, die mit der Stadt Tangermünde einen Schulverband bildete, aufgelöst.
1986 existierten in Carlbau eine GPG, die Gärtnerei Carlbau, eine Schiffsreparaturwerft und eine Wasserstraßenbetrieb.

### Deutsch Kalbau
Im Jahre 1330 wird das Dorf als Calbu erwähnt, welches einem gewissen Schernebeck gehört hatte. Bereits 1375 war es schon wüst.
Die genaue Lage des wüst gefallenen Dorfes ist nicht mehr nachweisbar, wahrscheinlich lag es nördlich der damaligen Stadt Tangermünde vor dem Hühnerdorf zwischen dem Langensalzwedeler Weg und der Arneburger Straße. Wilhelm Zahn erläuterte im Jahre 1909 ausführlich, dass die Einwohner aus Deutsch Kalbau in der Neuen Straße von Tangermünde angesiedelt worden wären. Sie bildeten die Ackerleute des Kalbauischen Feldes.

### Herkunft des Ortsnamens
Einige Autoren leiten den Ortsnamen Calbu aus dem slawischen Wort „kalu“ für „Sumpf“ ab, andere vom deutschen „calv“ für „sumpfig-schmutziges Wasser“, was kein Bedeutungsunterschied ist.

### Eingemeindungen
Carlbau gehörte bis 1807 zum Tangermündeschen Kreis, dann bis 1813 zum Kanton Tangermünde. Danach kam die Gemeinde Carlbau zum Kreis Stendal, dem späteren Landkreis Stendal. 1. Oktober 1906 wurde die Landgemeinde Carlbau in die Stadtgemeinde Tangermünde einverleibt.

### Einwohnerentwicklung
| Jahr | Einwohner |
| ---- | --------- |
| 1772 | 51        |
| 1790 | 62        |
| 1798 | 77        |
| 1801 | 69        |
| 1818 | 65        |

| Jahr | Einwohner |
| ---- | --------- |
| 1840 | 068       |
| 1864 | 058       |
| 1871 | 075       |
| 1885 | 067       |
| 1895 | 139       |

Quelle:

## Religion
Die Evangelischen aus Carlbau gehörten zur Pfarrei Tangermünde.

## Sage über den Streit zwischen Carlbau und Hämerten
Im Jahre 1838 wurde in einer Sage berichtet, dass in die Nordseite der Kirchenwand in Hämerten ein Meineidiger eingemauert ist. Bei einem Streit über Äcker zwischen Carlbau und Hämerten hatte er sich Erde vom Carlbauer Acker in seine Stiefel getan und geschworen, er stehe auf Carlbauer Acker. So hatten die Hämertener Land an Carlbau abtreten müssen. Später kam er nach Hämerten und gestand alles und die Hämertener bekamen ihren Acker wieder. Dafür mussten sie ihn bis zu seinem Ende ernähren, wollten ihn aber nicht mit anderen ehrlichen Leuten auf den Kirchhof begraben und haben ihn deshalb in die Kirchenmauer eingemauert.